# Костянтин VII Багрянородний

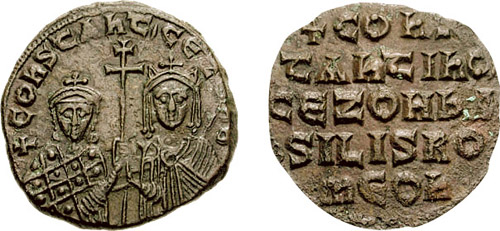
Констянтин VII Багрянородний та його мати Зоя

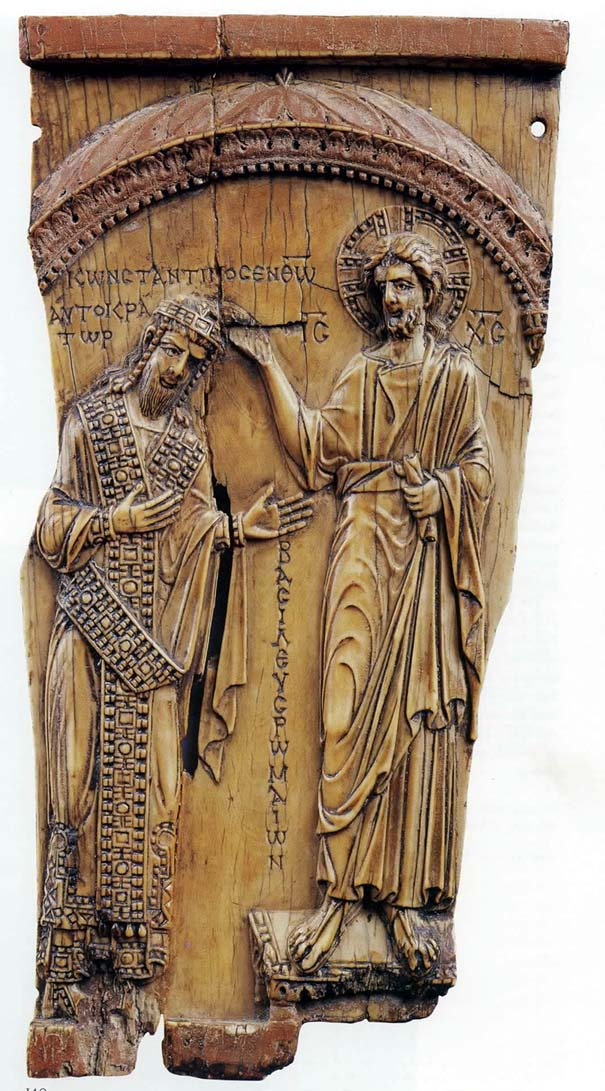
Христос що благословляє Костянтина Багрянородного, різьба по слоновій кістці, бл. 945. Оригінал знаходиться в Музеї образотворчих мистецтв ім. О. С. Пушкіна

Костянтин VII (грец. Κωνσταντίνος Ζ; 17 або 18 травня 905 — 9 листопада 959) — візантійський імператор (908—959, фактично 945—959) з Македонської династії. Автор творів, що містять важливі відомості про русько-візантійські відносини Х століття. Син Лева VI, його співправитель з 908 року. Прізвисько — Багрянородний (грец. Πορφυρογέννητος). Формально правив державою 46 років, але більшість часу за нього керували різні регенти (Патріарх Микола Містик та Роман Лакапін). Та лише в 945 році після скинення Лакапіна, він отримав реальну владу. В дитинстві був хворобливим та слабким юнаком, але вже у зрілому віці сучасники згадували що він став дужим чоловіком та виглядав так , наче ніколи не хворів. Його правління вирізнялось компетентністю та відповідальністю до його царської професії. Він вважав своїм обов'язком вислуховувати всі скарги населення на несправедливі та незаконні дії аристократії та чиновництва. Констянтин боровся з утисками селян-стратіотиків (які були основою особового складу візантійської армії) анатолійською аристократією що призводило до їх розорення та зниженням боєздатності армії.Це призвело до покращення матеріального положення стратіотиків, що призвело до збільшення воєнної міці імперії та підготовило державу до територіальної експансії, яка розпочалася за його наступників.

## Біографія

### Молоді роки
Костянтин був сином імператора Лева VI Мудрого, і його четвертої дружини Зої Карбонопсини. Четвертий шлюб був заборонений церквою, тому Костянтин вважався бастардом, хоч і був єдиним спадкоємцем імператора. Лише в січні 906 року Костянтин був охрещений, а в квітні Лев і Зоя, були повінчані в церкві незважаючи на протести патріарха Миколая Містика. Прізвисько Багрянородний походить від пурпурового залу імперського двору в якому народжували імператриці, і повинне було підкреслити законність імператорських претензій Костянтина.

### Правління
15 травня 908 р. був вінчаний як співправитель батька. У 912 році Лев помер й імператором став його брат Олександр, який однак також помер через рік. 8-річний Костянтин був проголошений імператором під опікою регентської ради. У 919 році Костянтин, якому тоді було лише 14 років, був одружений з донькою командувача візантійського флоту Романа Лакапіна, який ще наприкінці 915 р. змусив зятя зробити себе співправителем, а у 920 р. узурпував владу і став імператором Романом І.

#### Внутрішня політика
Тільки 16 грудня 944 Костянтин зумів усунути Романа й заслати на Принцеві острови у Мармуровому морі. Лише у віці 39 років Костянтин VII зумів стати справжнім імператором 6 квітня 945 р. зробив своїм співправителем сина Романа, євнуха Василія Лакапіна, який був призначений паракімоменом, тобто першим міністром, Василій мав великий вплив на візантійські державні справи, який зберіг і при наступниках Костянтина.
Помер у 959 році, за деякими даними був отруєний своїм сином Романом.

#### Зовнішня політика
Імператор під час свого правління значно активізував військові дії проти арабів. Початок бойових дій виявився невдалим, і надіслане на відвоювання Криту військо було розбите (949).
Візантійські армії перейшли Євфрат (952), але були відкинуті. Завоювання на Сході були відновлені завдяки Никифору Фоці та Іоанну Цимісхію. Найбільшим досягненням ромейської зброї стало взяття Самосати (958).
За правління Костянтина, у 941 році був здійснений відомий похід київського князя Ігоря на Царгород. Невдовзі у 944 р. було укладено торговий договір між Візантією та Київською Руссю. 957 року Константинополь відвідала княгиня Ольга, де, імовірно, була хрещена.

## Літературна діяльність
Відсторонений від управління імперією, Костянтин заповнював своє дозвілля писанням книжок, наукою, ознайомленням із античною літературною спадщиною і став одним із найосвіченіших людей свого часу. Він працював над укладанням різних енциклопедичних довідників («Про посольство», «Про феми», «Про доблесть і зло» та ін.), авторство низки яких приписане йому давньою традицією
Найвідомішими і найзначнішими його творами є «Про церемонії візантійського двору» та «Про управління імперією». Перший вважається головним джерелом про посольство великої княгині київської Ольги до Константинополя та її зустрічі з Костянтином (імовірно — 946).
Другий твір (складений в 943—953) містить багато цікавих відомостей про слов'ян і печенігів, ранню географію та історію Київської Русі. Зокрема Костянтин описує діяльність київської русі (торгівлю, збір полюддя), вперше згадує низку міст, і називає руських правителів — Інгоря і сина його Сфендослава.
| «Човни що приходять до Царгороду з далекої Руси, себто з Немогарда, де сидів Сфендослав, син Інгоря, князя Руси, з замка Мілініска, й із Теліуци, і Чернігоги і з Вусеграда. Всі ото вони ідуть вниз рікою Дніпром і звертаються до замку Кіоава, званого Самватас. А їх підвладні Славяни, звані Кривітени та Лендзяніни й інші Славяни під час зими вирубують в горах дерево на човни, і обробивши, як прийде час, як розстане лід, спускають їх у близькі озера. І як спустять в ріку Дніпро, йдуть тією рікою і приходять у Кіову; витягнувши, виставляють човни й спродають Русі. А Русь купує самі кадуби і розламавши давні однодеревні (човни), беруть з них весла, кочети (до весел) і інший припас і споряжають (нові).» |